# 크래프츠맨 양식
아메리칸 크래프트맨은 19세기 말부터 시작된 아트 앤 크래프트 운동에서 영감을 받은 미국의 주거용 건축 양식으로, 인테리어 디자인, 조경 디자인, 응용미술, 장식 예술을 포함한다. 미국 건축에서 직접적인 선조는 빅토리아 시대의 장식에서 벗어나 더 단순한 형태로 나아가기 시작한 싱글 양식 건축과 프랭크 로이드 라이트의 프레리 스타일이다.
"크래프트맨"은 가구 제작자 구스타프 스틱클리의 이름에서 따왔는데, 그의 잡지 "더 크래프트맨"은 1901년에 처음 발행되었다. 이 건축 양식은 1905년경부터 남부 캘리포니아의 중소 규모 단독 주택에서 가장 널리 사용되었으며, 이에 따라 소규모 크래프트맨 스타일은 "캘리포니아 방갈로"로도 알려졌다. 이 스타일은 1930년대까지 인기를 유지했으며, 부활 및 복원 프로젝트를 통해 계속 이어지고 있다.

## 영향
아메리칸 크래프트맨 스타일은 1860년대부터 시작된 영국의 아트 앤 크래프트 운동의 20세기 미국 파생물이었다.
고딕 복고양식이나 유미주의와 같은 다른 19세기 운동의 계승자였던 영국 아트 앤 크래프트 운동은 산업 혁명 동안 상품 품질 저하와 그에 따른 인간 노동의 가치 하락, 기계에 대한 과도한 의존, 길드 시스템 해체에 대한 반작용으로 시작되었다. 아트 앤 크래프트 운동의 회원들은 또한 세상 물정을 아는 듯한 느낌을 주기 위해 어울리지 않는 가짜 역사적 물건들로 방을 어지럽히는 빅토리아 시대의 절충주의에 반발했다. 이 운동은 대량 생산보다는 수공예를 강조했다. 어떤 면에서는 미학적 운동만큼이나 사회적 운동이었으며, 산업 노동자의 고난을 강조하고 도덕적 정직성을 아름답지만 단순한 것을 창조하는 능력과 동일시했다. 이러한 사회적 흐름은 특히 존 러스킨과 윌리엄 모리스의 저술에서 볼 수 있는데, 이들은 모두 이 운동에 매우 큰 영향을 미친 사상가였다. 또한, 지지자들은 이전에 단순한 무역으로 여겨졌던 예술 형식의 위상을 순수 예술로 높이려 했다.
미국 운동 또한 절충적인 빅토리아 건축의 "과도하게 장식된" 미학에 반발했다. 그러나 19세기 후반 미국에 아트 앤 크래프트 운동이 도래한 것은 빅토리아 시대의 쇠퇴와 동시에 일어났다. 미국의 아트 앤 크래프트는 주로 주변 환경의 자연을 기반으로 했으며, 재료와 디자인으로 인해 소박한 자연미를 띠었다. 미국 아트 앤 크래프트 운동은 사회 개혁, 화려한 역사적 양식보다는 전통적 단순함으로의 회귀, 지역 자연 재료의 사용, 수공예품의 위상 격상 등 영국 운동과 많은 동일한 목표를 공유했지만, 혁신할 수도 있었다. 수공예품 생산을 확장하는 방법을 잘 찾아내지 못했던 영국 운동과 달리, 미국 아트 앤 크래프트 디자이너들은 디자인과 건축의 비즈니스 측면에 더 능숙했으며, 견고한 중산층 시장을 위한 제품을 생산할 수 있었다. 특히 구스타프 스틱클리는 빠르게 확장하는 미국 중산층을 위한 소박한 주택을 고귀하게 만들려는 목표로 미국 대중의 마음을 사로잡았는데, 이는 크래프트맨 방갈로 양식에 구현되었다. 아메리칸 크래프트맨 주택은 여전히 장식적인 특성을 가지고 있었으며, 수공예 목공은 그 자체로 의미를 부여했다.
건축에서 빅토리아 건축의 화려함과 점점 흔해지는 대량 생산 주택 모두에 반응하여, 이 양식은 깨끗한 선과 자연 재료로 이루어진 눈에 띄게 견고한 구조를 포함했다. 이 운동의 이름인 아메리칸 크래프트맨은 철학자, 디자이너, 가구 제작자, 편집자인 구스타프 스틱클리가 1901년 10월에 창간한 인기 잡지인 더 크래프트맨에서 유래했다. 이 잡지에는 하비 엘리스, 그린 앤 그린 회사 등의 독창적인 주택 및 가구 디자인이 실렸다. 이 디자인들은 영국 운동의 이상에 영향을 받았지만, 셰이커 가구, 미션 리바이벌 스타일 건축, 앵글로-일본 양식과 같은 미국 특유의 선례에서 영감을 얻었다. 예술가/장인의 독창성에 대한 강조는 1930년대 아르데코 운동의 후기 디자인 개념으로 이어졌다. 시카고 아트 앤 크래프트 협회의 회원이었던 건축가이자 디자이너인 프랭크 로이드 라이트는 이 스타일에서 영감을 받아 프레리 스쿨 건축 및 디자인의 혁신가가 되었으며, 이는 아트 앤 크래프트 운동과 많은 공통 목표를 공유했다.

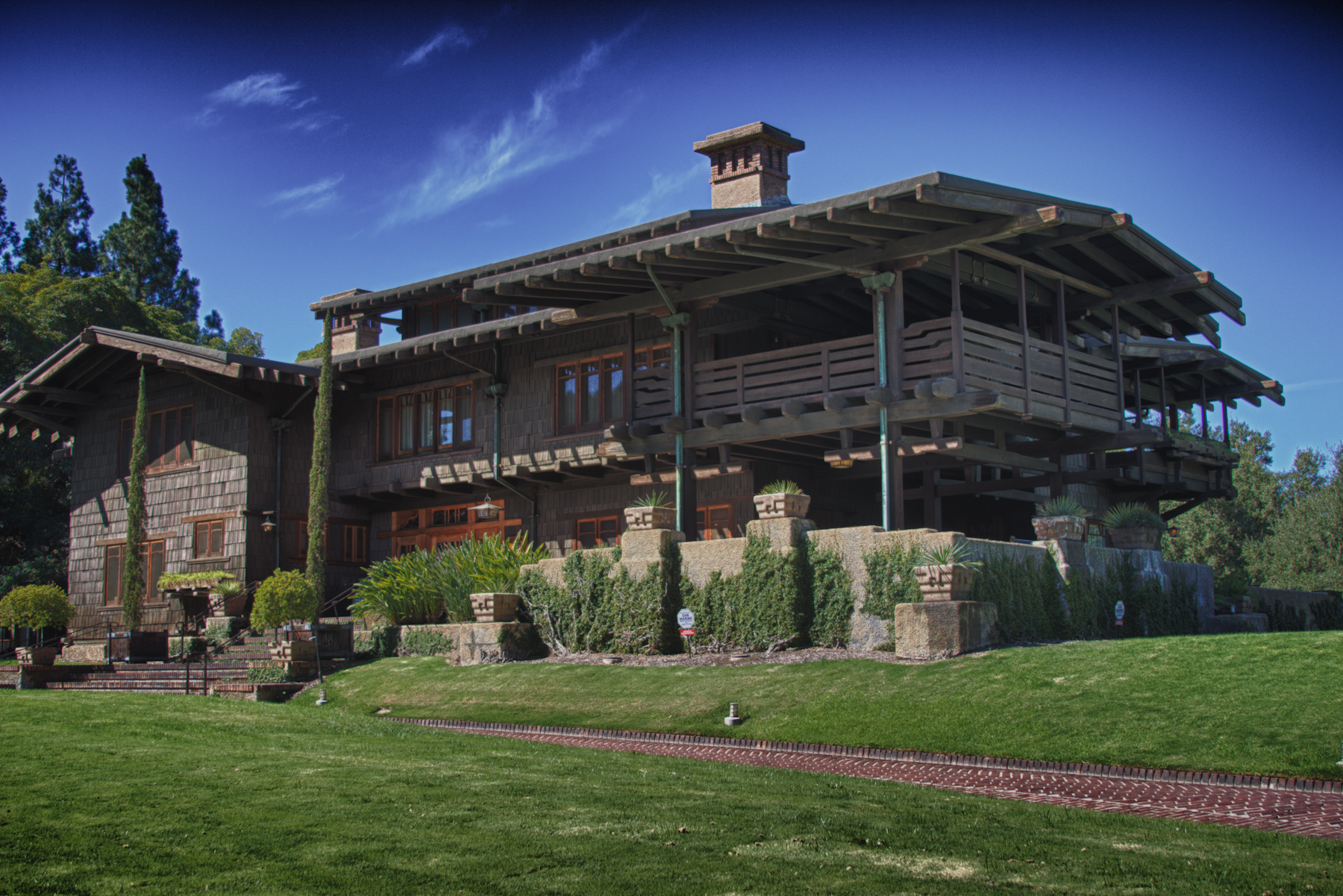
1908년에서 1909년 사이에 지어진, 그린 앤 그린이 패서디나 (캘리포니아주)에서 디자인한 상징적인 미국 아트 앤 크래프트 건축물인 갬블 하우스 (패서디나, 캘리포니아)
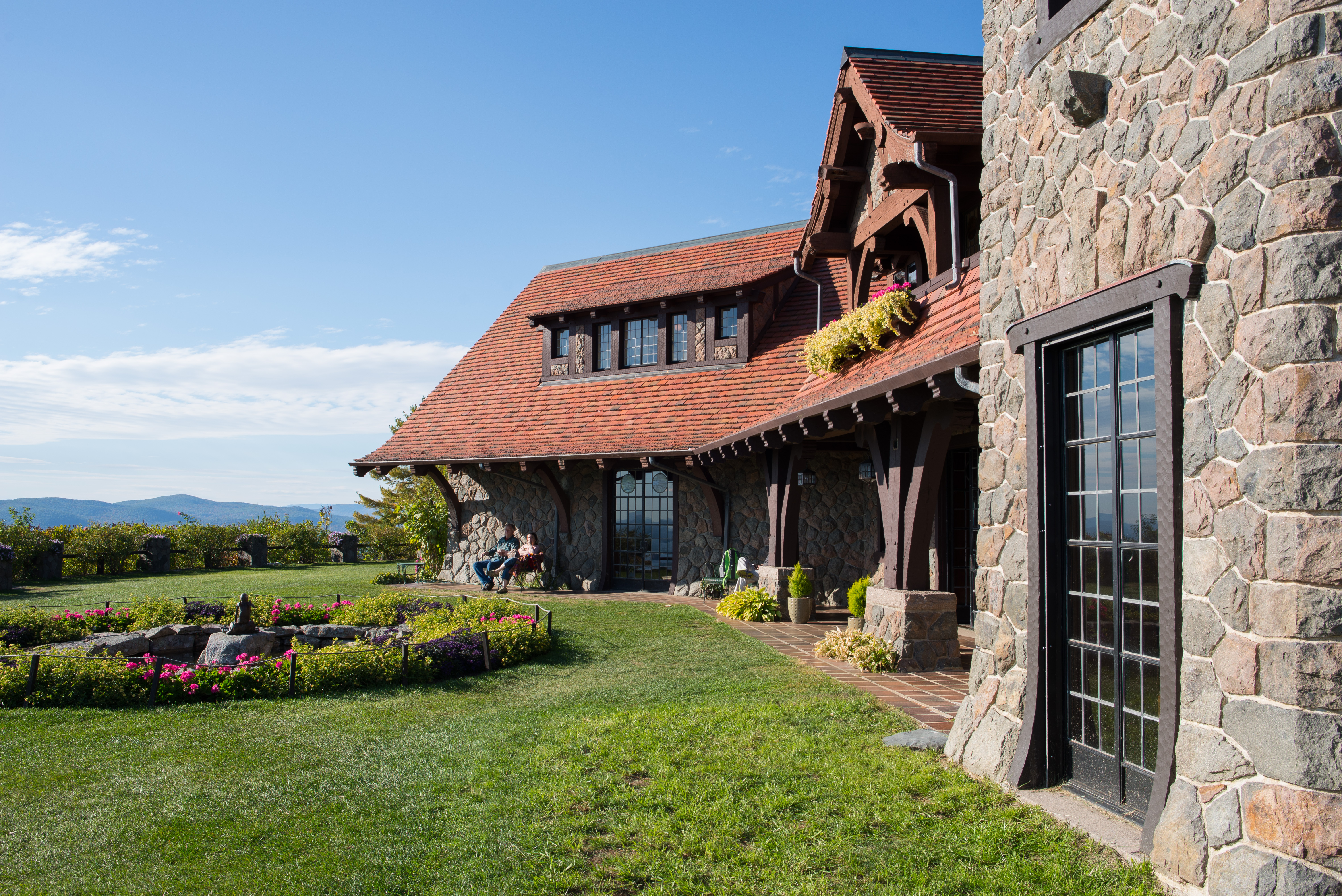
1913–1914년에 지어진 뉴햄프셔주의 클라우드 속 성 전면과 위니페소키 호수를 내려다보는 잔디밭
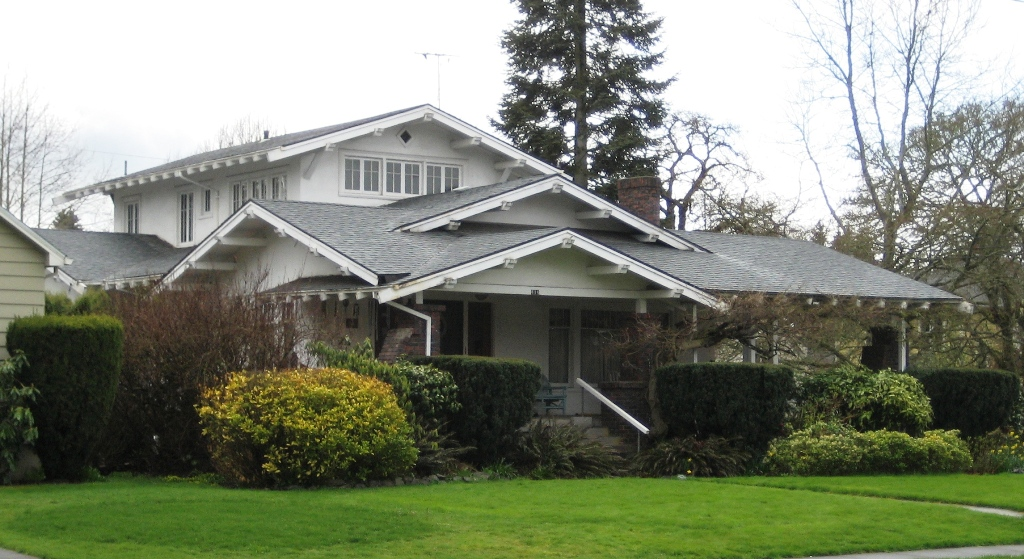
1915년에 완공된 힐즈버러 (오리건주)의 에드워드 슐머리치 하우스
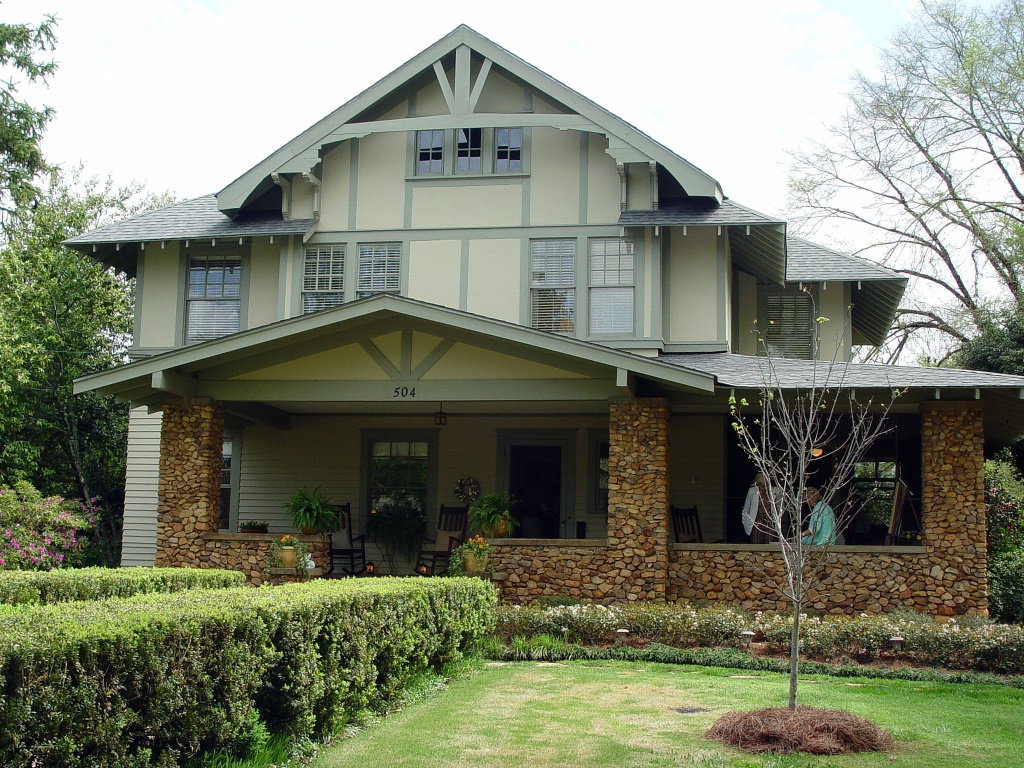
1908년에 지어진 탤러디가의 실크 스타킹 지구에 있는 애버내시-쇼 하우스
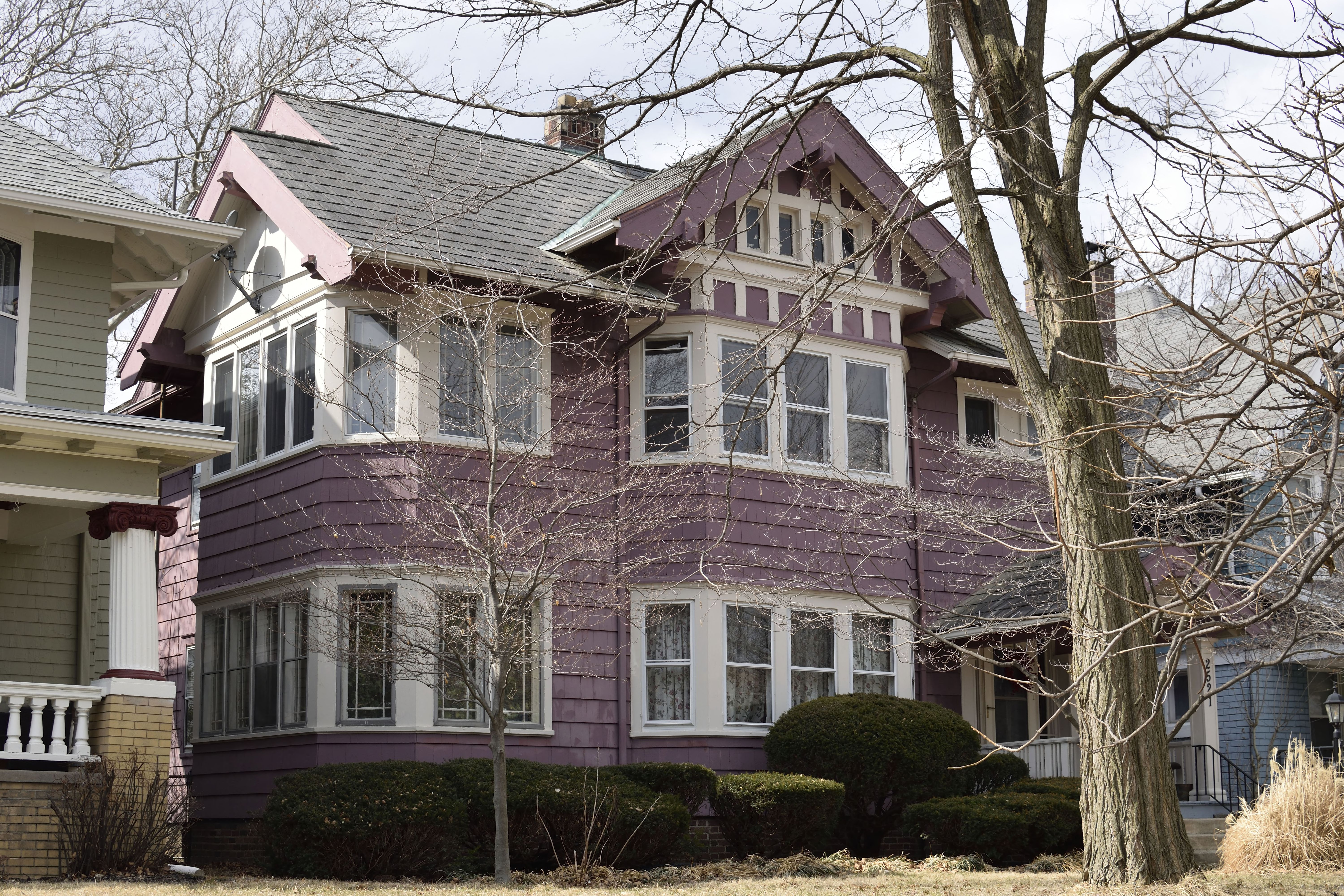
1914–1915년에 지어진 털리도의 올드 웨스트 엔드 지구에 있는 F.E. 코트렐 아파트 건물
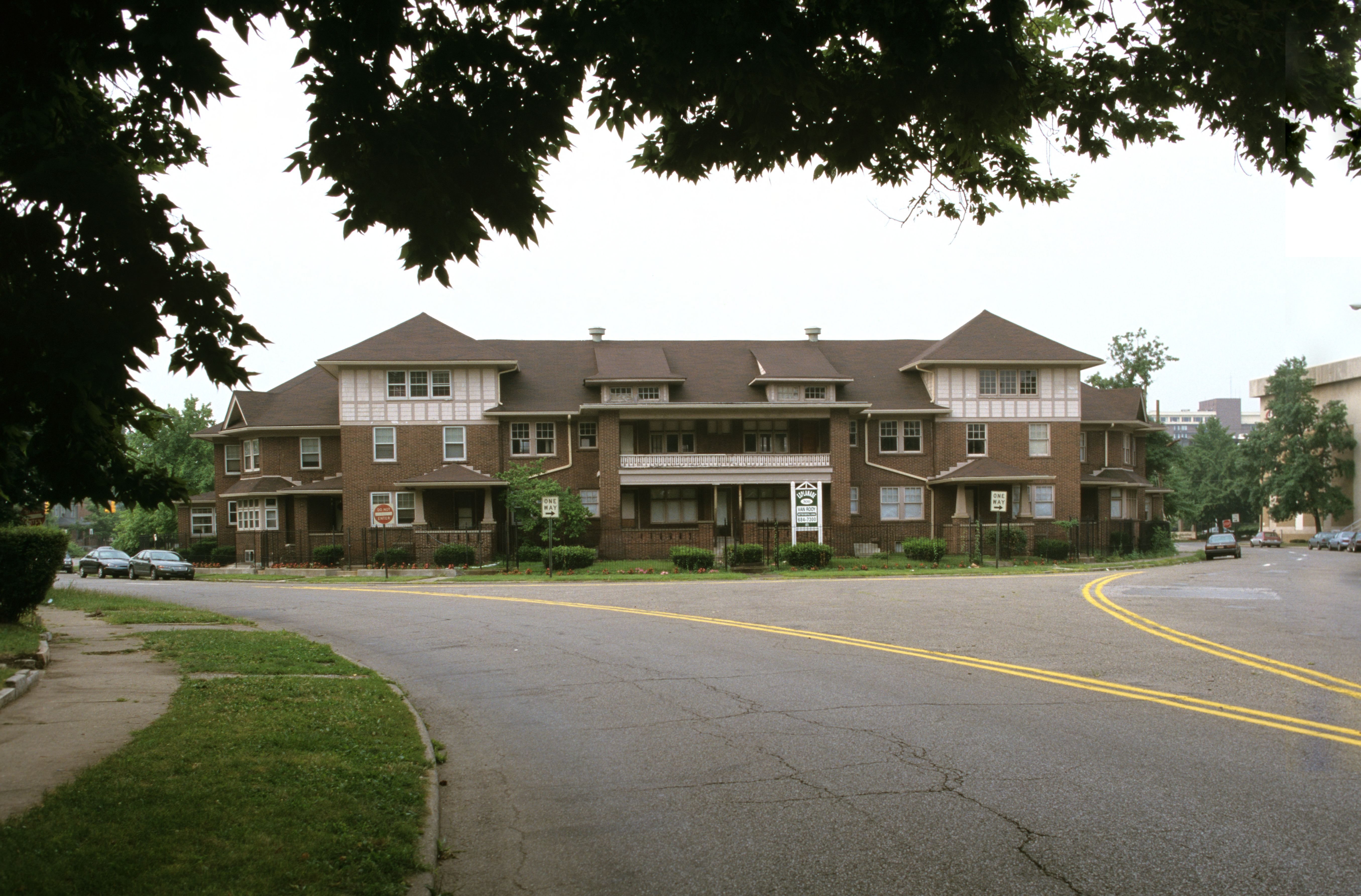
1912년에 지어진 인디애나폴리스의 3015 노스 펜실베이니아 스트리트 에스플러네이드 아파트, 1998년

## 보스턴 아트 앤 크래프트 협회
아트 앤 크래프트 운동은 1890년대 보스턴에서 미국에 등장했다. 이 지역은 초월주의 사상가인 랠프 월도 에머슨과 영국 아트 앤 크래프트 지도자 윌리엄 모리스의 개인적인 친구였던 하버드 미술사 교수 찰스 엘리엇 노턴과 같은 저명한 사상가들 덕분에 아트 앤 크래프트 운동의 사상을 매우 잘 받아들였다. 이 운동은 1897년 4월 코플리 홀에서 인쇄업자 헨리 루이스 존슨이 조직한 첫 번째 미국 아트 앤 크래프트 전시회로 시작되었으며, 디자이너와 장인들이 만든 1,000점 이상의 작품이 전시되었다.
전시회의 성공으로 1897년 6월 찰스 엘리엇 노턴을 회장으로 하는 보스턴 아트 앤 크래프트 협회가 설립되었다. 이 협회는 "수공예품의 더 높은 기준을 개발하고 장려"하는 것을 목표로 했다. 협회는 예술가와 디자이너가 상업 및 고품질 수공예품의 세계와 맺는 관계에 중점을 두었다.
아트 앤 크래프트 협회의 강령은 곧 다음과 같은 신조로 확장되었다:
이 협회는 모든 수공예 분야에서 예술적 작업을 장려하기 위해 설립되었다. 디자이너와 장인이 상호 유익한 관계를 맺고, 장인이 자신의 디자인을 실행하도록 장려하기를 희망한다. 장인들에게 좋은 디자인의 존엄성과 가치를 깨닫게 하고, 법과 형태에 대한 대중의 참을성 없는 태도와 과도한 장식 및 그럴듯한 독창성에 대한 욕구를 저지하기 위해 노력한다. 절제와 제약, 질서 있는 배치, 물체의 형태와 용도 간의 관계에 대한 적절한 고려, 그리고 장식의 조화와 적합성의 필요성을 주장할 것이다.

협회는 1899년에 코플리 홀에서 첫 전시회를 개최했다.

## 주목할 만한 크래프트맨 디자이너

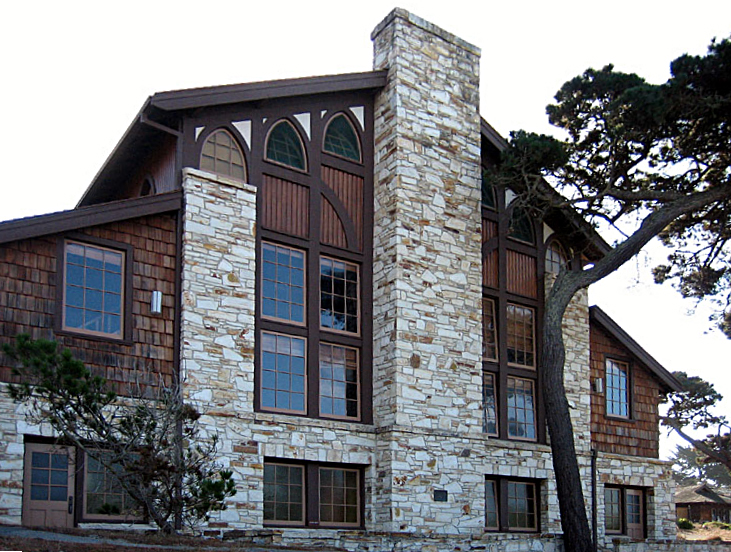
패시픽 그로브, 캘리포니아의 아실로마 회의장에 있는 메릴 홀. 줄리아 모건이 디자인하여 1928년에 완공되었다.

남부 캘리포니아에서는 패서디나에 본사를 둔 그린 앤 그린 회사가 원래의 아메리칸 크래프트맨 스타일에서 가장 유명한 실천가였다. 그들의 궁극의 방갈로 프로젝트에는 패서디나의 갬블 하우스 (패서디나, 캘리포니아)와 로버트 R. 블랙커 하우스, 캘리포니아 버클리의 토르센 하우스 등 캘리포니아에 수많은 다른 작품들이 있다. 로스앤젤레스 지역의 다른 예로는 테오도르 아이젠과 섬너 P. 헌트가 하이랜드 파크, 캘리포니아의 아로요 세코를 따라 지은 아트 앤 크래프트 양식의 루미스 하우스와 패서디나에 위치한 저니 하우스가 있다. 갬블 하우스는 가장 큰 크래프트맨 스타일 주택으로 여겨진다.
티팔 형제 또한 남부 캘리포니아의 주목할 만한 아메리칸 크래프트맨 건축가였는데, 로스앤젤레스에 350채 이상, 몬로비아에 100채 이상의 주택을 이 스타일로 설계했다.
북부 캘리포니아에서는 크래프트맨 스타일의 잘 계획되고 상세한 프로젝트로 유명한 건축가로 버나드 메이벡의 스베덴보르그 교회 (샌프란시스코, 캘리포니아)와 줄리아 모건의 아실로마 회의장 및 밀스 칼리지 프로젝트가 있다. 이 지역에는 이 스타일을 대표하는 많은 다른 디자이너와 프로젝트가 있다.
캘리포니아 샌디에고에서도 이 스타일이 인기가 있었다. 건축가 데이비드 오웬 드라이든은 현재 드라이든 역사 지구로 제안된 노스 파크 지구에 많은 크래프트맨 캘리포니아 방갈로를 설계하고 건축했다. 1905년 마스턴 하우스는 발보아 공원에 있는 조지 마스턴의 집으로, 지역 건축가 어빙 길과 윌리엄 헤바드가 설계했다.
1900년대 초, 개발자 허버트 J. 해프굿은 스투코로 지어진 여러 크래프트맨 스타일 주택을 건설하여 뉴저지주 마운틴 레이크스의 호숫가 자치구를 구성했다. 주민들은 "레이커스"라고 불렸다. 이 주택들은 방갈로와 샬레를 포함하여 특징적인 스타일을 따랐다. 해프굿은 결국 파산했다.
펜실베이니아주 로즈 밸리에서는 건축가 윌리엄 라이트풋 프라이스가 그의 선구적인 디자인과 공동체 계획을 통해 아트 앤 크래프트 운동에 상당한 기여를 했다. 장인 정신과 자연과의 조화라는 운동의 이상에 영감을 받아, 프라이스는 이전의 방앗간 마을을 예술적인 안식처로 탈바꿈시켰고, 유기적인 재료, 수공예 디테일, 미학적 단순성에 대한 헌신을 조화시킨 주택을 설계했다. 로즈 밸리에서의 그의 작업은 사려 깊게 설계된 코티지와 공동 공간을 포함하여 예술을 일상생활에 통합하려는 운동의 철학을 구현하여, 미국 아트 앤 크래프트 이상주의의 영원한 모범이 되었다.
뉴햄프셔주 오시피 산맥에 1913-1914년에 토마스 구스타프 플랜트를 위해 건축가 J. 윌리엄 비얼이 지은 산 정상의 저택인 클라우드 속 성은 뉴잉글랜드의 아메리칸 크래프트맨 스타일의 한 예이다.

## 일반적인 건축적 특징
- 낮은 경사의 지붕선, 보통 박공지붕, 가끔 우진각지붕[18]
- 깊게 처마가 튀어나온 처마[18]
- 노출된 서까래 또는 처마 아래 장식용 장식받침
- 주 지붕의 확장 또는 전면 박공 아래에 있는 넓은 전면 현관
- 현관 지붕을 지지하는 테이퍼형 사각형 기둥
- 4-오버-1 또는 6-오버-1 이중창
- 지붕 널 및 사이딩[19]
- 수공예 돌 또는 목공예
- 구조 전반에 걸친 혼합 재료 사용[20]

## 같이 보기
- 아메리칸 포스퀘어
- 방갈로
- 캘리포니아 방갈로
- 마르 델 플라타 스타일

## 더 읽어보기
- Kaplan, Wendy (1987). 《The Art That Is Life: The Arts and Crafts Movement in America 1875–1920》 1판. Museum of Fine Arts Boston. ISBN 978-0-8784-6265-0.
- Stickley, Gustav (1979). 《Craftsman Homes: Architecture and Furnishings of the American Arts and Crafts Movement》. Dover Publications. ISBN 978-0-4862-3791-6.